# Side A (EP)
Side A è il secondo EP della cantante statunitense Christina Grimmie, pubblicato il 21 febbraio 2016 indipendentemente.
Pubblicato esclusivamente in formato digitale, è la prima parte di un progetto che continua con l'EP postumo Side B.

## Tracce
1. Snow White – 3:40
2. Anybody's You – 3:42
3. Deception – 3:17
4. Without Him – 3:55

## Classifiche
| Classifica (2016)         | Posizione massima |
| ------------------------- | ----------------- |
| Stati Uniti               | 171               |
| Stati Uniti (independent) | 11                |